# لیگ دسته دوم فوتبال ایران ۸۲-۱۳۸۱
لیگ دسته دوم فوتبال ایران ۸۲–۱۳۸۱ در فصل ۸۲–۱۳۸۱ با صعود تیمهای شهید قندی یزد و نیرومحرکه قزوین به لیگ آزادگان ۸۳–۱۳۸۲ به پایان رسید.